# ラーシド
アッ＝ラーシド（アラビア語: الراشد、1109年 - 1138年6月6日、在位：1135年 - 1136年）は、アッバース朝の第30代カリフである。先代のカリフ、アル＝ムスタルシドの子。父の跡を継いで短期間在位したがすぐに廃位された。
第39代カリフ（カイロ・アッバース朝の第2代カリフ）のハーキム1世（在位：1262年 - 1302年）はラーシドの子孫である。

## 生涯
1135年、父ムスタルシドがニザール派の刺客によって殺されたことにより即位。父をとらえたセルジューク朝のマスウードと戦うべく軍を集めたが、マスウードがバグダードに入ったことを知り、モースルへ引いた。1138年、刺客に殺害された。